# Paso de la Patria
Paso de la Patria —coloquialmente conocida como El Paso— es una localidad y municipio de la provincia argentina de Corrientes, ubicada a unos 40 kilómetros de la capital provincial, en el departamento San Cosme, y frente al distrito paraguayo de Paso de Patria. Es una de las principales ciudades turísticas argentinas de la región, siendo su principal atractivo el río Paraná, tanto por sus balnearios como por la pesca, especialmente la del gran pez llamado dorado. Paso de la Patria se encuentra frente a la desembocadura del río Paraguay en el río Paraná, y cuenta con algunos acantilados que forman correntadas muy buscadas por los pescadores.
Es el centro turístico preferido de los habitantes del Gran Resistencia y el Gran Corrientes, quienes contribuyeron al enorme crecimiento edilicio del pueblo, en el cual se encuentran mayoritariamente casas de fin de semana. El gran influjo turístico acrecentó la oferta de servicios, lo cual convierte a Paso de la Patria en uno de los más importantes destinos turísticos de la región del Nordeste argentino.
El municipio comprende las islas: de las Ratas, Toledo, y Anteojos.

## Historia
La historia de Paso de la Patria comienza a relatarse en 1775, cuando el Cabildo de Corrientes encomienda a Francisco de Quevedo, hallar un paso para la rápida comunicación de Curupaití; así en 1782 se fundó el destacamento de Paso del Rey, que luego se convirtió en un fuerte.

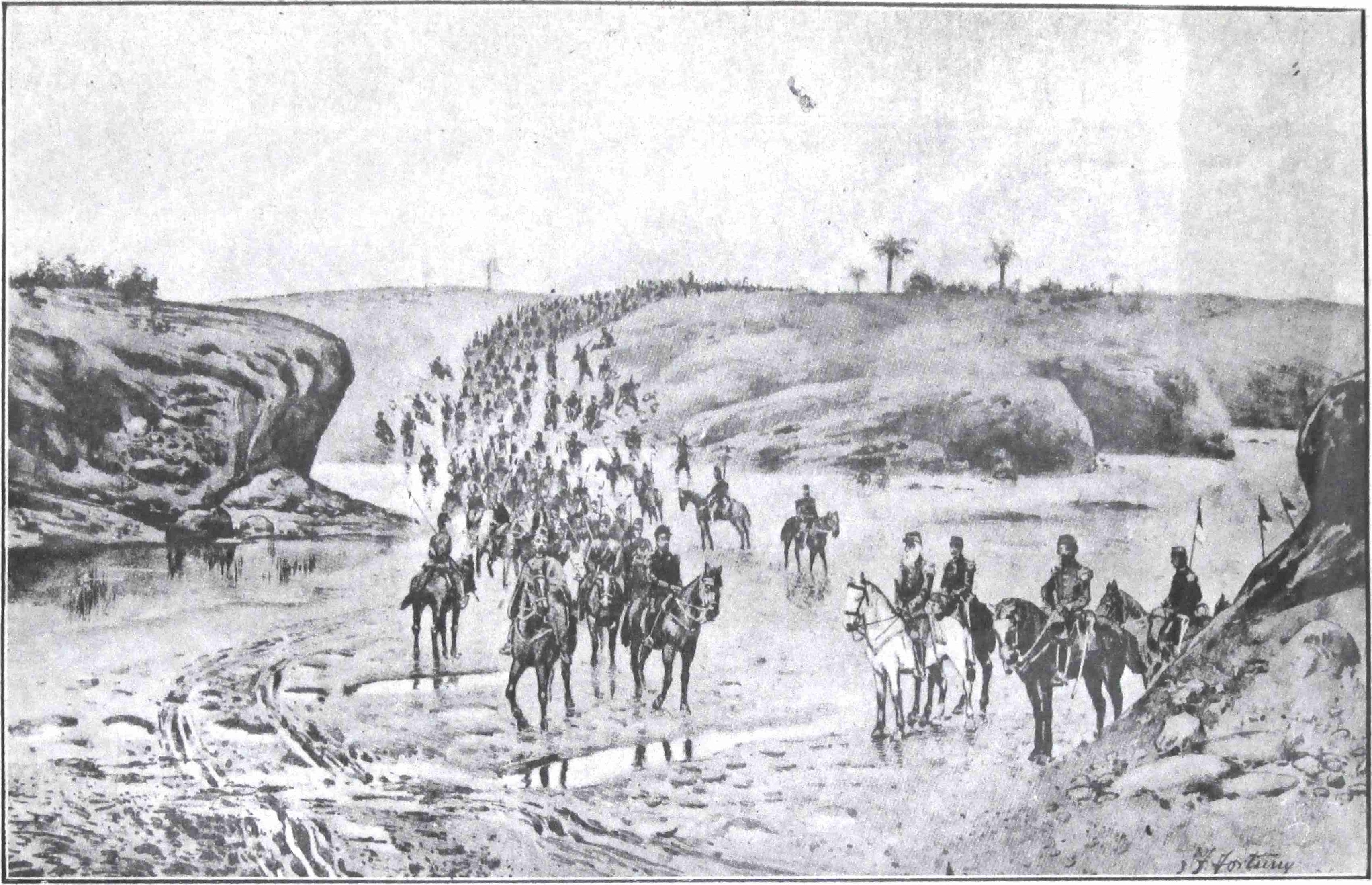
Pasaje del Ayuí por el paso de la Patria en la provincia de Corrientes, del primer cuerpo argentino.

En 1812, la denominación "de la Patria" ya aparece en documentos oficiales en reemplazo de la anterior "del Rey", para referenciar al paso encontrado por Quevedo, pero debido a pérdidas económicas, al año siguiente el poblado es arrendado a Manuel Antonio Corrales.
Casi 20 años después, se firma un tratado de amistad entre Paraguay y Corrientes para el comercio, siendo el paso de ganado su principal fuente de ingreso.

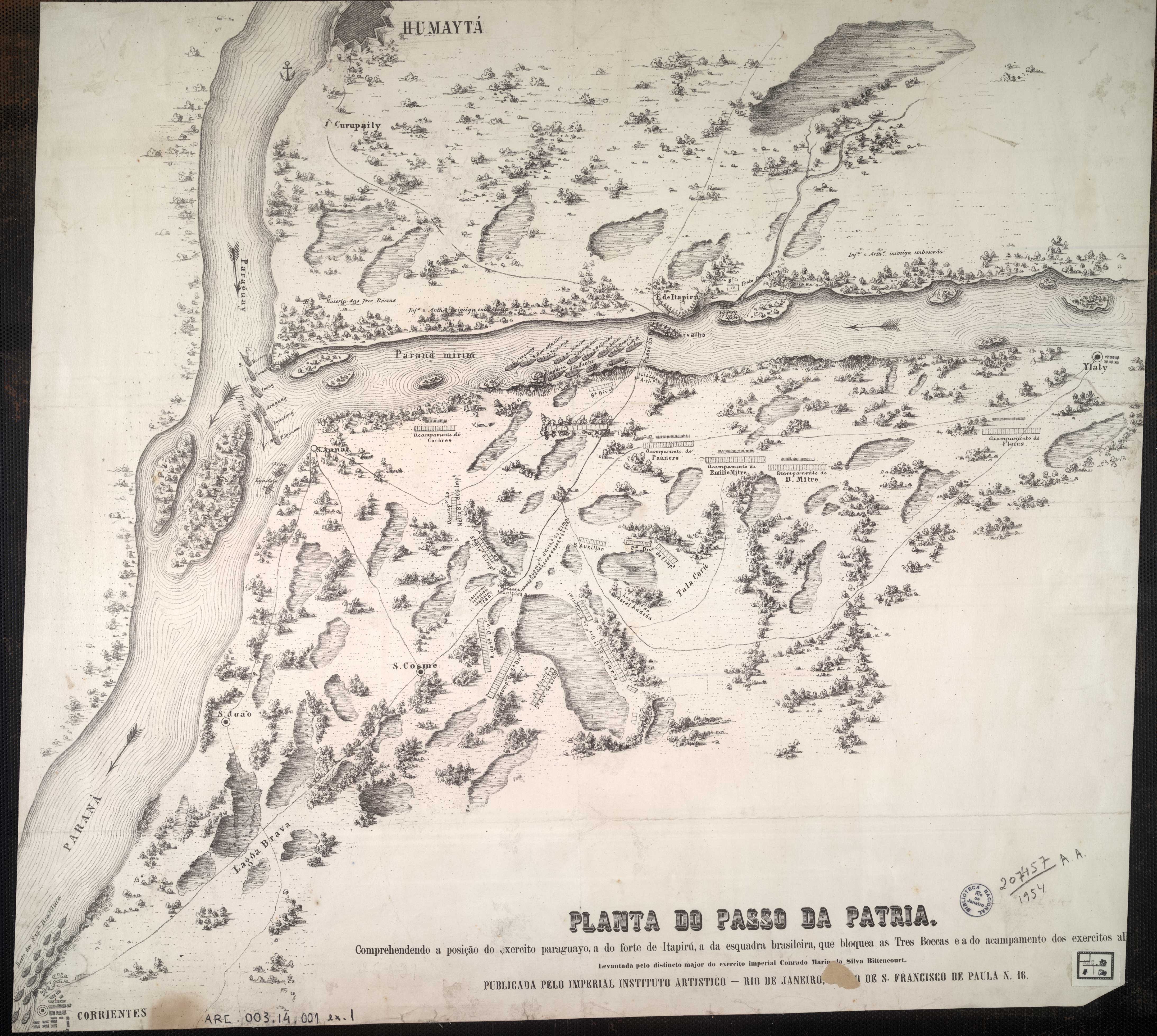
Posiciones del Ejército Paraguayo y de los Ejércitos Aliados cerca de la futura localidad de Paso de la Patria.

En 1863, se funda la primera capilla bajo la advocación de la Inmaculada Concepción de María, en un edificio erigido originalmente con ladrillos de adobe.
Durante la guerra de la Triple Alianza, el paso "de la Patria" (recién en 1872 se erige formalmente como pueblo) sirvió, por su posición estratégica a los bandos contendientes, tanto en la inicial invasión paraguaya a Corrientes de 1865, donde fue utilizado por el ejército invasor para desplegarse en varias oportunidades sobre la capital correntina, y donde el 31 de enero de 1866 se libró además la última batalla en territorio argentino de esa guerra; como así también, por el ejército aliado para atacar, ya que posteriormente fue elegida por el General Bartolomé Mitre como ubicación estratégica para invadir territorio paraguayo, al utilizar una punta de tierra que sobresalía en los márgenes del Río Paraná, para embarcar a las tropas aliadas bajo su propio mando, que se dirigían hacia la cercana boca de río Paraguay.
A dicha punta, como conmemoración de ese hecho histórico se la nombró posteriormente como Punta Mitre, y se erigió en ella una cruz de madera que luego fue reemplazada por el actual monolito que lo recuerda.
Recién 19 de noviembre de 1872, la Cámara de Representantes, erige formalmente el pueblo ubicado a la margen izquierda del río Paraná con el nombre oficial de Paso de la Patria.

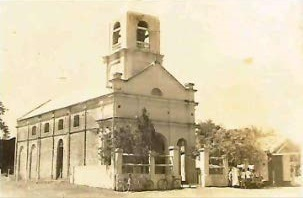
Fotografía antigua de la parroquia de la Inmaculada Concepción de María

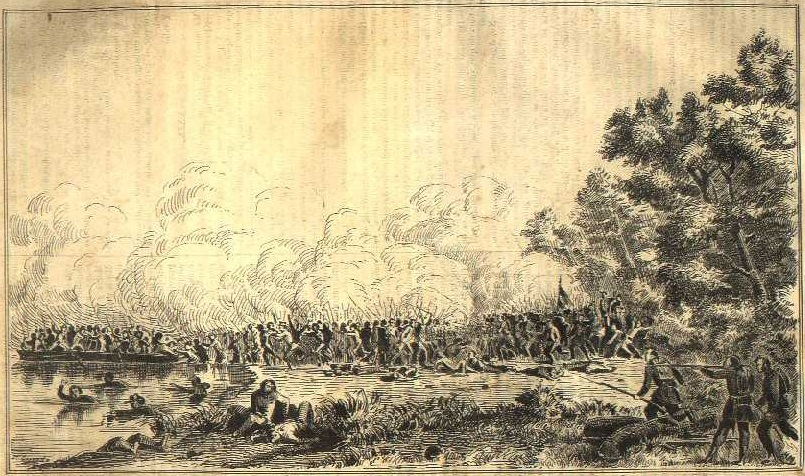
Combate del 31 de enero de 1866 en el paso de la Patria

En el año 2015, a través de la Ley provincial N.º 6.363, el Gobierno provincial declara “Monumento Histórico y Cultural” a la capilla histórica de la Inmaculada Concepción de María, que se encuentra al lado de la actual parroquia, por haber servido como hospital de campaña para los heridos de la guerra de la Triple Alianza.

### Batalla de Pehuajó
La batalla de Pehuajó, también conocida como batalla de Corrales, ocurrida el 31 de enero de 1866 en las cercanías del arroyo que circunda la localidad de Paso de la Patria, fue la última batalla en territorio argentino de la Guerra del Paraguay, ocurrida a continuación de la invasión paraguaya de Corrientes, y poco antes del contraataque de la Triple Alianza a territorio paraguayo.
La acción militar fue comandada por el general Emilio Conesa, con casi 1600 hombres, la mayoría de ellos, gauchos de la provincia de Buenos Aires mucho más aptos para caballería que para la infantería en la que revistaban.
Como dato curioso, la ciudad bonaerense de Pehuajó (que en guaraní significa "terreno pantanoso" o "estero profundo"), lleva ese nombre porque su fundador, el Dr. Dardo Rocha, que participó años antes de esta batalla, encontró similitud en los terrenos de ambos sitios.

### Fiesta Nacional de la Pesca del Dorado
El turismo de pesca deportiva en Paso de la Patria surgió en el año 1952 al inaugurarse la primera hostería para pescadores, que comenzó a recibir aficionados, tanto argentinos como de otros países. Entre los pioneros destaca Julián Lafuente.
En el año 1963 da comienzo la Fiesta Nacional de la Pesca del Dorado y al año siguiente se creó la Federación Correntina de Pesca Deportiva (FECOPE), mancomunando los esfuerzos de los clubes de pesca de cada ciudad de la provincia, entre ellos el Club Banco Náutico y Cultural de Paso de la Patria.

## Vías de comunicación y edificios públicos

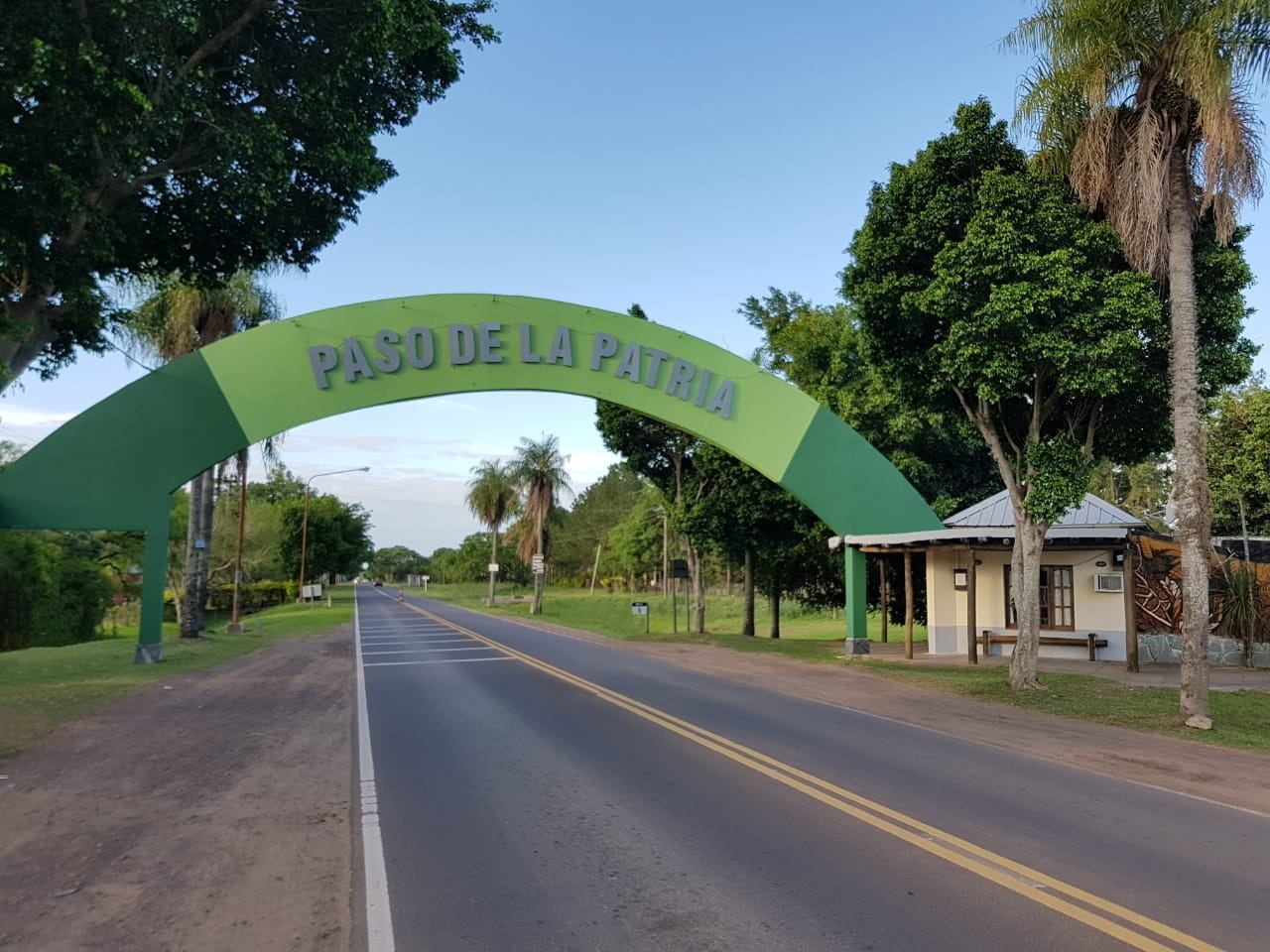
Arco de ingreso a Paso de la Patria

La principal vía de acceso a la localidad es a través de la ruta provincial 9 que la comunica con la Ruta Nacional 12; y a través de esta con la ciudad de Corrientes hacia el oeste, con el pueblo de San Cosme y la ciudad de Posadas hacia el este, y con la ciudad de San Luis del Palmar hacia el sur.
Posee un pequeño puerto internacional sobre la costa del río Paraná, que se utiliza para el comercio con la vecina ciudad de Paso de Patria en la República del Paraguay.
En el año 1994 se inauguró el nuevo edificio del Hospital local, bajo el nombre de "Dr. Eduardo Andrés Cicconetti", en homenaje a quien fuera el primer médico estable de la localidad desde el año 1979. 
Actualmente posee tres escuelas primarias: 423 "Supervisora Adela Cano de Lotero", 975 "Baltazar María Gutiérrez" y 827 "Marcos Vicente Forastier", así como una escuela secundaria denominada "Primer Teniente F.A.A. Miguel Ángel Giménez" en homenaje al héroe de la guerra de las Malvinas.
También, posee una sucursal del Banco de la provincia de Corrientes, un Juzgado de Paz, una delegación del Registro Provincial de las Personas y una oficina del Instituto de Obra Social de Corrientes (IOSCor).
En lo referente a fuerzas de seguridad, posee una comisaría de la Policía de la provincia de Corrientes, y es la sede de la Prefectura Paso de la Patria.

## Población
Según el último censo nacional, habitan 5598 habitantes (Indec, 2010), lo que representa un incremento del 60% frente a los 3498 habitantes (Indec, 2001) del censo anterior, confirmándose así su posición como la localidad más poblada del Departamento de San Cosme.
| Gráfica de evolución demográfica de Paso de la Patria entre 1991 y 2010 |
|                                                                         |
| Fuente: Censos nacionales del INDEC                                     |

## Religión
| Arquidiócesis | Corrientes            |
| ------------- | --------------------- |
| Parroquia     | Inmaculada Concepción |
| Capilla       | San Cayetano          |

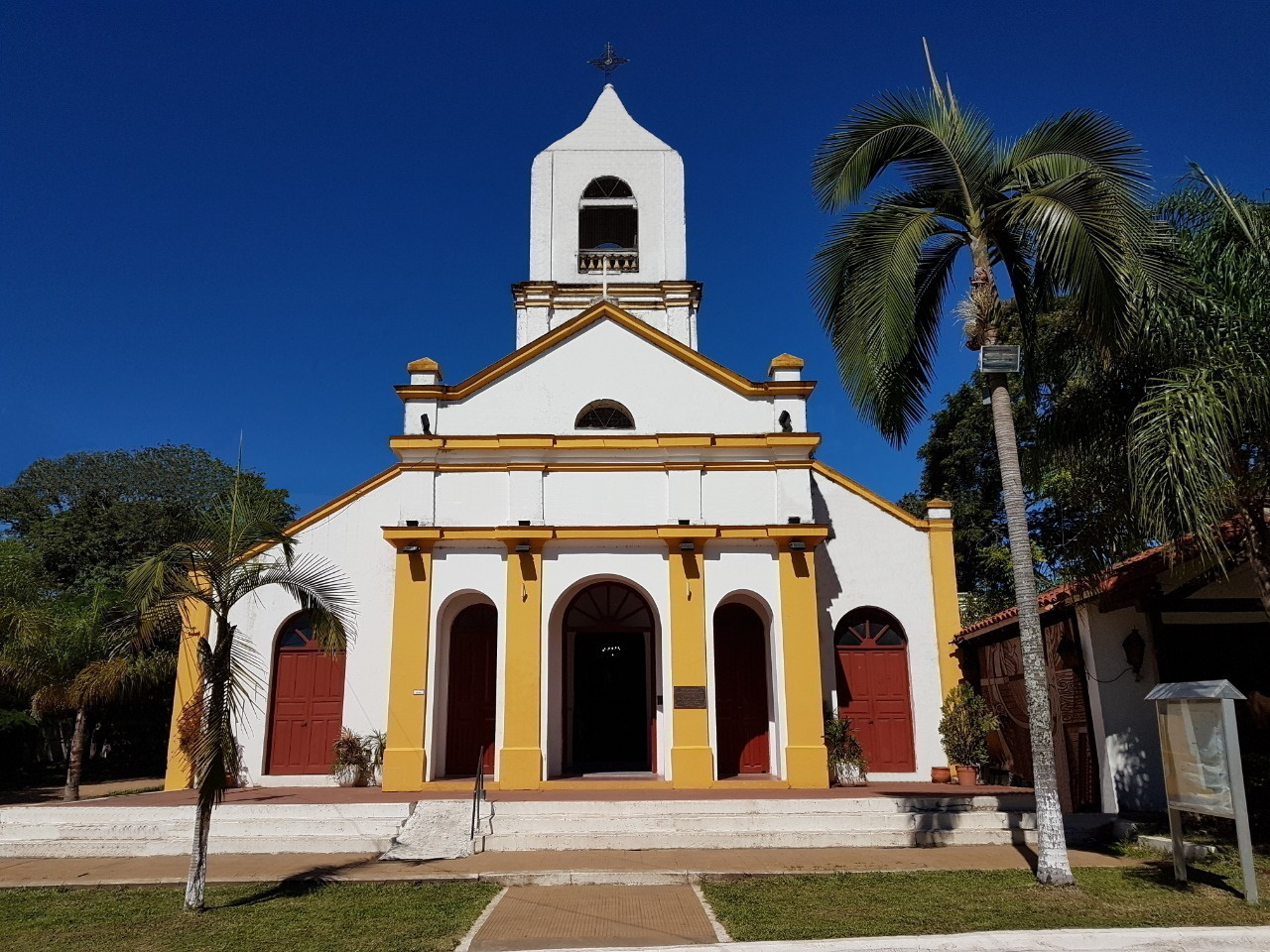
Parroquia Inmaculada Concepción de María en Paso de la Patria

Anualmente, cientos de habitantes de Paso de la Patria participan, junto con peregrinos de otras localidades, en las varias peregrinaciones que se realizan hacia la Basílica de Itatí, ubicada en la localidad homónima.

## Cultura

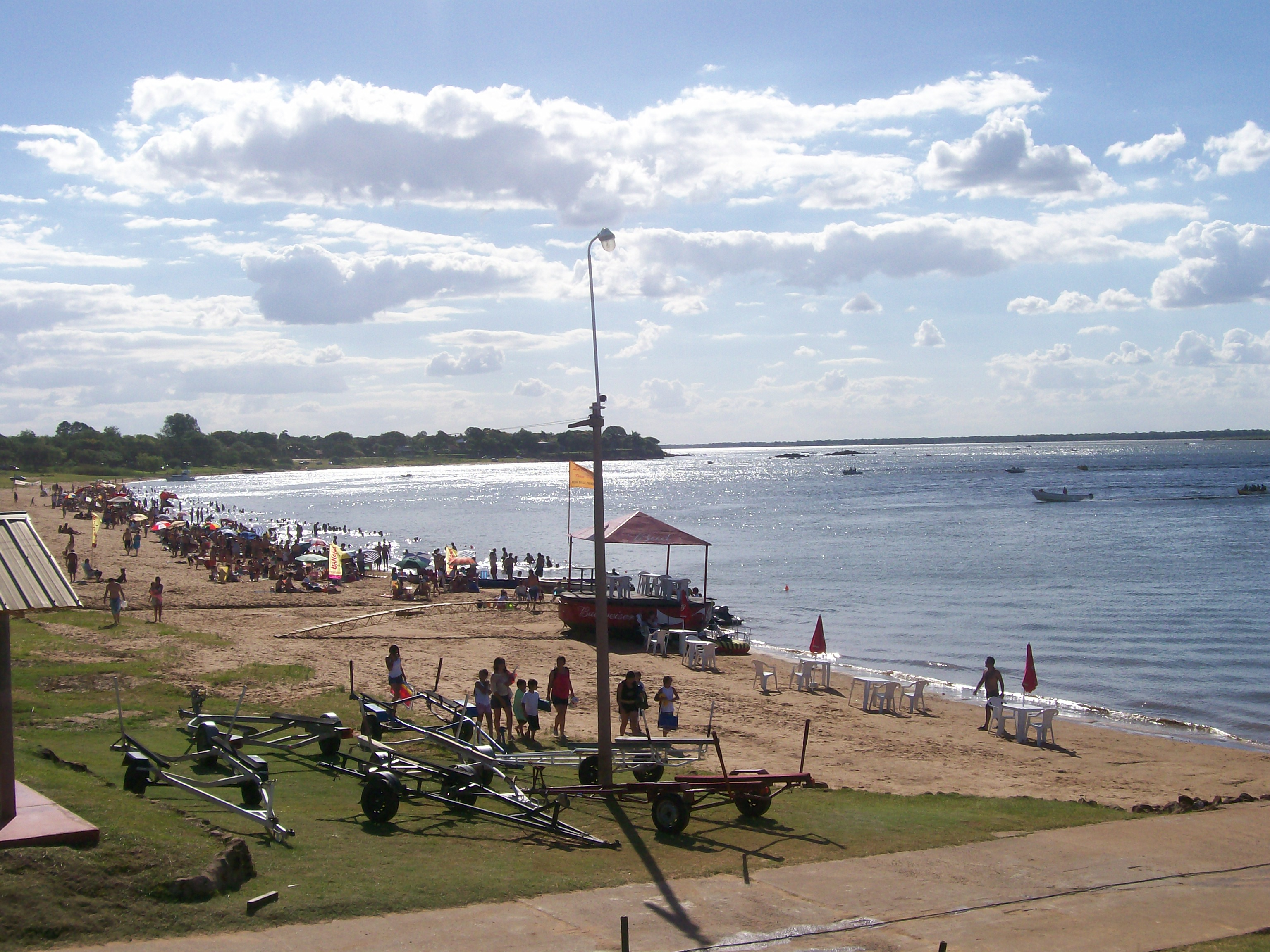
La playa Pelícano en Paso de la Patria durante enero, el mes de mayor concurrencia turística.

En la agenda turística nacional, la villa turística exhibe su potencial gracias a las playas ubicadas en la costa del Paraná, que son un importante referente regional en época estival; así como también, su famosa su Fiesta nacional de la Pesca del Dorado, en la que deportistas nacionales e internacionales visitan la localidad para participar del torneo. 
Sus paisajes y la popularidad de estos eventos, han sido objeto de inspiración del cantante chamamecero Félix "Cholo" Aguirre, quien en su galopa "Trasnochados espineles" inmortalizó los principales atributos turísticos de Paso de la Patria. Este tema fue reversionado por el grupo Los de Imaguaré y por la cantante Soledad Pastorutti.
En 1958 se filmó la película Alto Paraná, donde se ve a la parroquia de la Inmaculada Concepción de María aún en construcción, y cuenta con la voz de una joven Ramona Galarza.